# Îles Selvagens
Les îles Selvagens, en portugais Ilhas Selvagens, littéralement « îles Sauvages », sont un archipel du Portugal situé dans l'océan Atlantique, à 160 km au nord de Tenerife (Îles Canaries), à 290 km au sud-sud-est de Madère dont elles dépendent et à 374 km au nord-ouest de Tarfaya Falaises, au Maroc. L'archipel compte trois îles principales et douze îlots et rochers.

## Géographie

### Topographie

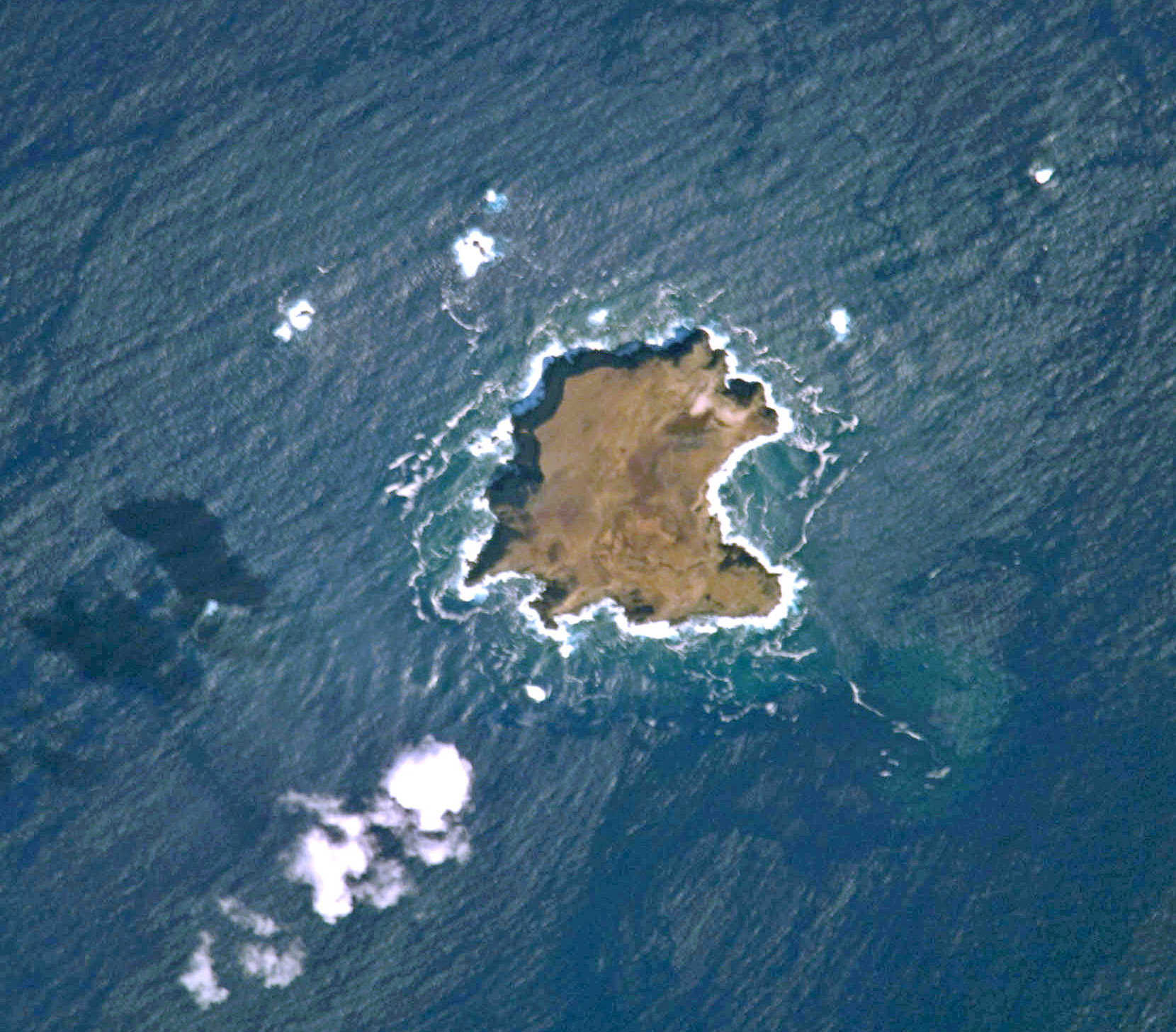
Photographie aérienne montrant les îles sauvages du nord, dont Selvagem Grande.

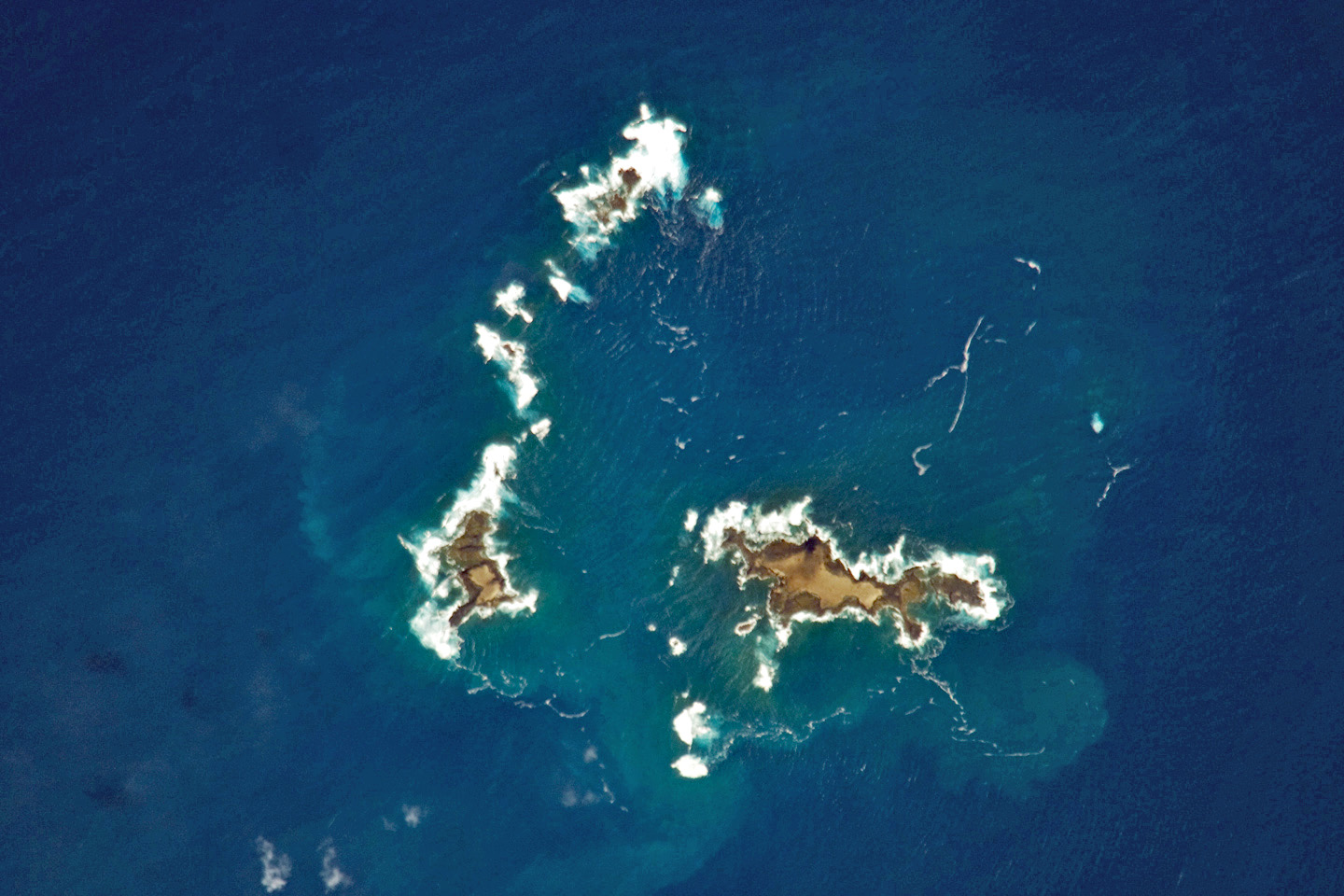
Photographie aérienne montrant les îles sauvages du sud, dont Selvagem Pequena.

Situation des îles Selvagens par rapport aux archipels de Madère et des Canaries.

Les îles Selvagens sont composées de deux groupes de vingt îles et rochers au total :
- au nord : Selvagem Grande entourée par quelques îlots et rochers (dont l'îlot Sinho, Palheiro do Mar, Palheiro da Terra) ;
- à une vingtaine de kilomètres au sud-ouest : Selvagem Pequena, l'îlot de Fora et de nombreux autres îlots et rochers (dont îlot de Sul, îlot Redondo, îlot Pequeno, îlots de Norte, îlot Comprido, îlot Alto, îlot Grande).

La plus grande île de l'archipel, Selvagem Grande, a une forme grossièrement circulaire d'un kilomètre et demi de diamètre.
La zone économique exclusive autour de ces îles fait l'objet d'un litige entre le Portugal et l'Espagne.

### Climat
Les températures des îles Selvagens sont supérieures à celles de Madère et la température de l'eau reste agréable à l'humain tout au long de l'année. Jacques-Yves Cousteau déclara avoir trouvé sur ces îles les eaux les plus propres au monde. Des sécheresses durant jusqu'à trois ans ont déjà été observées.

### Faune et flore

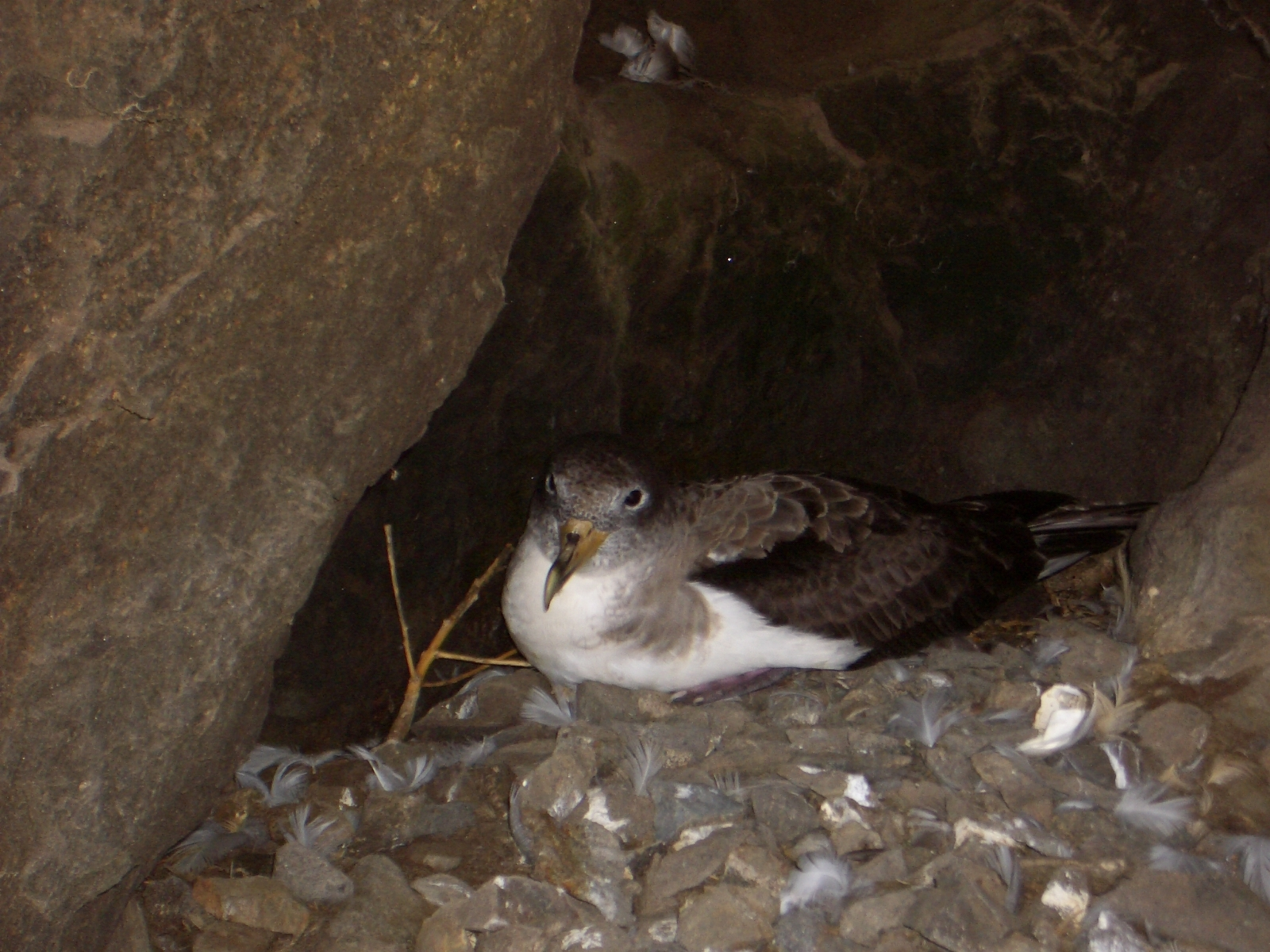
Puffin cendré dans son nid, sur l'île Pequena.

Les îles Selvagens hébergent 150 espèces de plantes, la plupart rampantes. L'île Selvagem Pequena et l'îlot de Fora sont les plus riches à ce point de vue, parce qu'elles n'ont connu qu'une interaction limitée avec l'homme. Aucune introduction d'espèces de mammifères n'a été faite sur l'îlot de Fora.
Les îles Selvagens sont un lieu de nidification de plusieurs espèces d'oiseaux avec en mars 2008 :
- Puffin cendré, Calonectris diomedea : 13 200 couples
- Pétrel de Bulwer, Bulweria bulwerii : plus de 5 000 couples
- Pétrel frégate, Pelagodroma marina : plus de 4 000 couples
- Petit Puffin, Puffinus assimilis : plus de 2 700 couples
- Océanite de Castro, Oceanodroma castro : plus de 1 000 couples

De petites populations de sternes pierregarin (Sterna hirundo) et quelques individus de sternes de Dougall Sterna dougallii sont également visibles.

## Histoire
Certains éléments historiques tendent à montrer que ces îles étaient connues aux temps anciens. Leur première mention connue est celle d'une carte vénitienne attribuée aux frères Pizzigani et datée de 1367. Ces îles sont considérées comme une ramification nord-sud partant des îles Canaries à une profondeur de 3 000 mètres.
En 1402, le royaume de Castille commença sa conquête des îles Canaries. Cependant, les îles Selvagens ne furent pas visitées. En 1438, l'explorateur portugais Diogo Gomes déclara avoir découvert ces îles par hasard, alors qu'il revenait de la côte de Guinée. Il laissa la première mention écrite de la géographie de la principale île de l'archipel, l'île Grande.
Ces îles ne furent cependant pas incluses dans les possessions de l'Ordre du Christ. L'historien portugais João de Barros les inclut dans les îles Canaries et Gaspar Frutuoso, dans la seconde édition de Saudades da Terra, mentionne ces îles comme appartenant au roi de Castille. Cette addition fut faite à l'époque où Philippe II d'Espagne était roi du Portugal.
Au cours du XVIe siècle, les îles Selvagens devinrent possession d'une famille de Madère, Teixeiras Caiados La manière dont cette famille arriva sur ces îles n'est pas connue. En 1560, elles furent offertes à João Cabral de Noronha. Après 1717, ces îles furent incluses dans divers documents comme des inventaires, testaments et héritages. Entre 1774 et 1831, des taxes durent être payées au roi. Ces îles furent également mentionnées au registre cadastral (Conservatória do Registo Predial) de Funchal.
En 1904, les îles furent vendues à Luís Rocha Machado.
La Commission permanente sur les affaires maritimes internationales concéda au Portugal la souveraineté sur les îles Selvagens le 15 février 1938. L'Espagne, en proie à la guerre d'Espagne, ne put envoyer de représentant qui défendît sa position et ne reconnut pas cette souveraineté.
En 1959, le World Wildlife Fund s'intéressa à ces îles, et le propriétaire, Luís Rocha Machado, signa une promesse de vente. En 1971, le gouvernement portugais intervint et acquit les îles, leur conférant le statut de réserve naturelle, sous l'égide du Conseil de l'Europe. La réserve naturelle des Îles Sauvages fut créée comme part du Parc national de Madère. Il s'agit d'une des plus anciennes réserves naturelles du Portugal. La zone protégée inclut la frange maritime jusqu'à une profondeur de 200 m. Une surveillance permanente y existe depuis 1976. En 1978, les îles prennent le statut de Réserve nationale. En 2002, les îles sont inscrites sur la liste indicative du patrimoine mondial de l'UNESCO. Leur accès est restreint, et soumis à une autorisation du Parc naturel de Madère.
De nos jours, l'île Grande dispose de deux gardiens permanents, employés par le parc national de Madère. L'île Selvagem Pequena dispose de deux gardiens, habituellement de mai à octobre. Une station scientifique équipe l'île Grande. Les gardiens et les biologistes constituent les seuls habitants de l'île.
Sur l'ile Selvagem Grande, existe une « Maison du Gouvernement ». Depuis 1977, l'archipel dispose de deux phares sur Selvagem Grande et Selvagem Pequina.
L'électricité est produite par des panneaux solaires et l'eau de pluie est collectée dans de grandes citernes, afin de pouvoir faire face aux longues sécheresses.

## Contestation de la souveraineté

### Contexte
En raison de leur situation géographique proche des îles Canaries et de leur prise de possession par les Portugais, ces îles font l'objet d'une dispute frontalière entre l'Espagne et le Portugal. La souveraineté des îles a été conférée au Portugal en 1938 en l'absence de représentants espagnols, et l'Espagne n'a jamais reconnu officiellement cette souveraineté. En particulier, l'Espagne ne reconnait pas de zone économique exclusive portugaise autour de ces îles, considérant que les conditions définies par la Convention des Nations unies sur le droit de la mer ne sont pas remplies. Au cours des dernières décennies du XXe siècle, plusieurs bateaux espagnols ont été arraisonnés dans des eaux revendiquées par le Portugal et plusieurs avions de chasse espagnols ont réalisé des survols de ces îles.

### Chronologie
- 1881 – Pendant une réunion de la Commission de signalisation maritime, le Gouvernement espagnol requit la coopération du Portugal pour l'installation d'un phare sur la route des îles Canaries. Le gouvernement portugais a reconnu l'importance de ce projet mais n'a pas souhaité y contribuer, en raison de son implication déjà coûteuse dans la construction de phares le long de la côte portugaise continentale. Le 23 juillet 1881, au cours de cette rencontre, le ministre espagnol des Affaires étrangères déclara que la souveraineté n'était pas clairement attribuée au Portugal ni à l'Espagne[6]
- 1911 – En septembre, le gouvernement portugais reçut une communication officielle du gouvernement espagnol déclarant que l'Espagne construirait un phare sur ces îles, et qu'elles seraient incluses dans l'archipel espagnol des îles Canaries. L'administration portugaise protesta mais aucune action ne fut entreprise qui pût mettre en péril une résolution amicale de cette dispute.
- 1913 – Le commandant et hydrographe Schultz Xavier recommanda Pico da Atalaia comme lieu d'implantation d'un phare.
- 1929 – Le contre-amiral Gago Coutinho indiqua, dans un document, que ces îles appartenaient à la juridiction de Madère.
- 1932 – Le gouvernement portugais plaça ces îles sous un régime spécial de chasse en faveur de son propriétaire.
- 1938 – La Commission permanente sur les affaires maritimes internationales accorda la souveraineté sur ces îles au Portugal, en l'absence de représentants espagnols. Le 15 février 1938, une mission d'étude hydrographique, envoyée sur les îles, établit plusieurs points de mesure géodésiques.
- 1972 – Deux bateaux espagnols, le San Pedro de Abona et l'Áries, furent arraisonnés pour pêche illégale.
- 1975 – Des marins originaires des îles Canaries débarquèrent sur les îles et y brandirent un drapeau espagnol, mais leur administration ne leur apporta pas son soutien.
- 1976 – Le navire espagnol Ecce Homo Divino fut arraisonné pour pêche illégale.
- 8 avril 1996 – le 8 avril, des avions de chasse F-18 espagnols survolèrent l'île.
- 2 août 1996 – Un hélicoptère Puma SA-330J des forces aériennes espagnoles simula un débarquement sur l'île.
- 16 octobre 1996 – Des avions de chasse F-18 survolèrent l'île. La Radio Télévision du Portugal filma l'évènement et le ministère portugais des Affaires Étrangères protesta.
- Mai 1997 – Les ministères portugais et espagnol de la Défense signèrent un accord encadrant les survols des îles Selvagens.

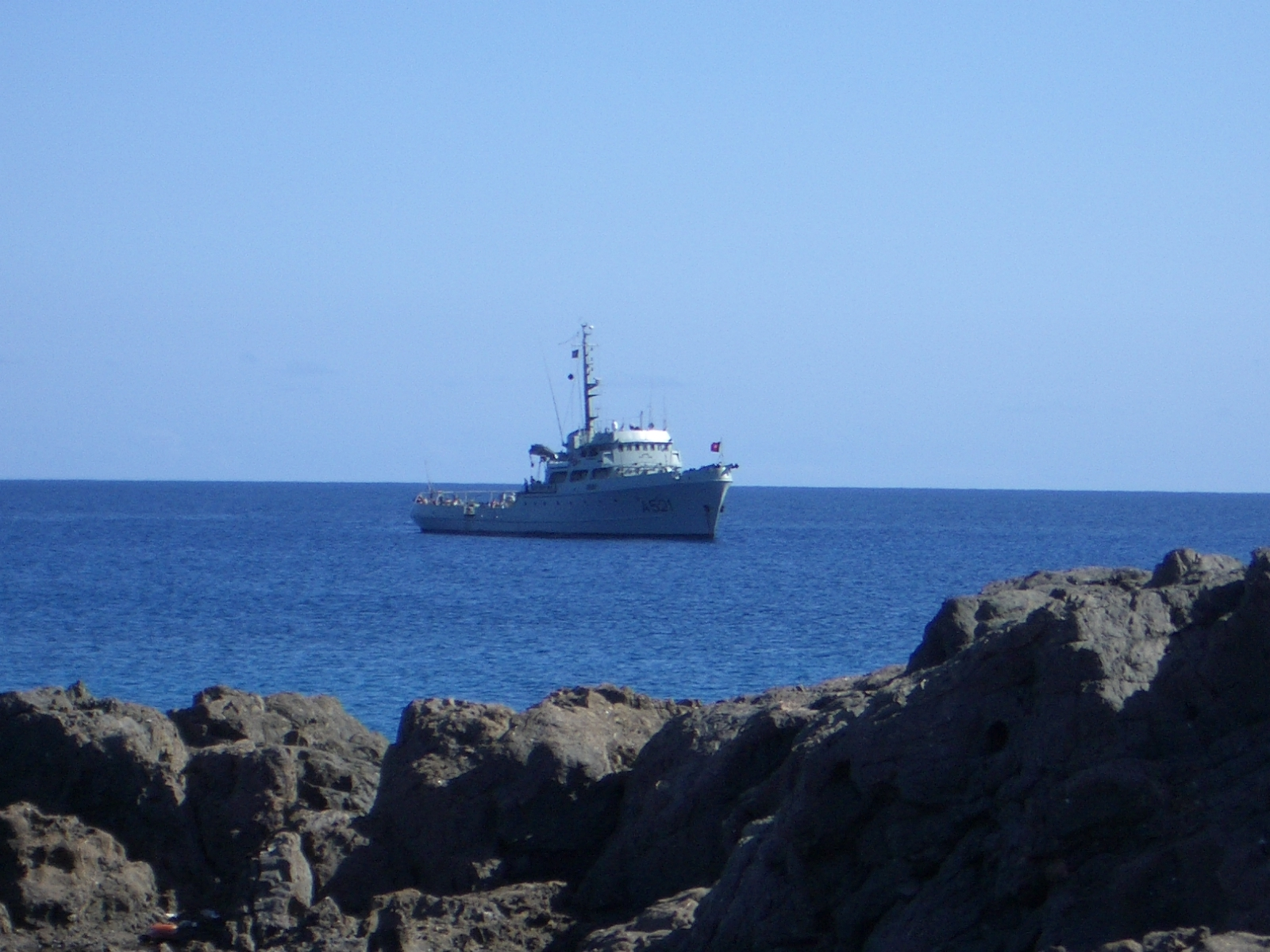
Le navire de balisage portugais NRP Schultz Xavier à l'ancre près de l'ile Pequena, en août 2004.

- 1er août 1997 – Nouveaux survols des îles. Le Gouvernement portugais rappela au Gouvernement espagnol la teneur des accords précédemment signés.
- 24 septembre 1997 – Après de nouveaux survols aériens espagnols, l'ambassadeur d'Espagne à Lisbonne présenta les excuses de son Gouvernement. Le Portugal dépêcha un navire équipé de batteries anti-aériennes.
- 8 juillet 2005 – Un des gardiens de l'île Selvagem Grande et un biologiste furent menacés par un groupe de pêcheurs espagnols. À la suite de cet incident, dix marins portugais furent affectés à la surveillance de l'île pendant un mois[7].
- Juin 2007 – Un avion de chasse espagnol survola à nouveau les îles à basse altitude[8].
- Juillet 2013 – Le président du Portugal, Aníbal Cavaco Silva, y passe une nuit[9].

### Accidents de navigation
- 1970 – Le navire italien Fluvia coula aux abords de ces îles le 21 juillet.
- 1971 – Le pétrolier norvégien Cerno dévia de sa route et s'échoua près de l'île Selvagem Pequena. Trois mois plus tard, l'huilier Morning Breeze coula près de l'île Grande.
- 1973 – Naufrage du navire de commerce Splendid Breeze.
- 1976 – Naufrage du yacht Demeter.